# Banhos de Molgas

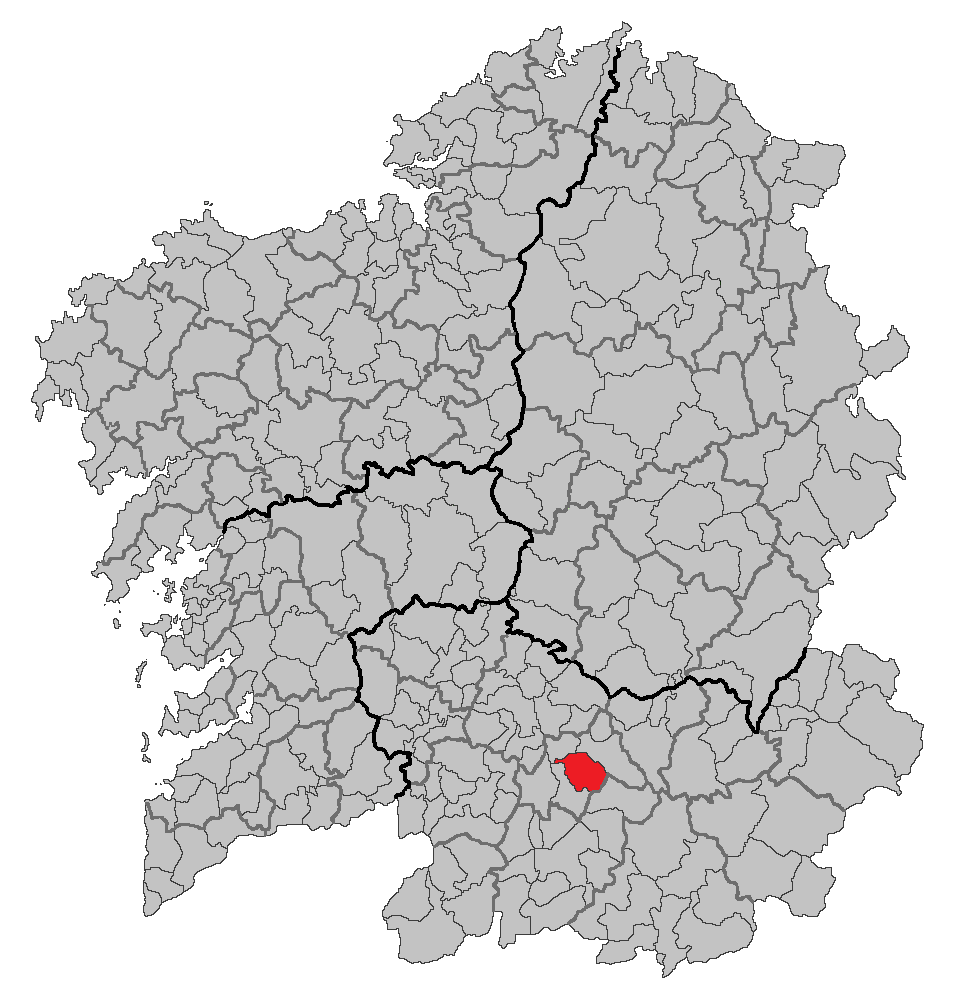
Localização de Baños de Molgas

Banhos de Molgas (Baños de Molgas) é um município da Espanha na província
de Ourense,
comunidade autónoma da Galiza, de área 67,64 km² com população de 1922 habitantes (2007) e densidade populacional de 28,42 hab./km².

## Demografia
| Variação demográfica do município entre 1991 e 2004 | Variação demográfica do município entre 1991 e 2004 | Variação demográfica do município entre 1991 e 2004 | Variação demográfica do município entre 1991 e 2004 |
| --------------------------------------------------- | --------------------------------------------------- | --------------------------------------------------- | --------------------------------------------------- |
| 1991                                                | 1996                                                | 2001                                                | 2004                                                |
| 3169                                                | 2292                                                | 2147                                                | 2038                                                |

## Património
- Santuário de Nossa Senhora dos Milagres